# Capitán Q
Capitán Q fue un programa de televisión de España que se emitía cada martes, a las 23:30, en La 1 de Televisión Española. El programa, producido por La Caña Brothers y presentado por Quico Taronjí, se estrenó el 15 de julio de 2014 y finalizó el 9 de septiembre del mismo año.

## Formato
Capitán Q, conducido por el periodista y aventurero cántabro Quico Taronjí, refleja el día a día de las personas que viven y trabajan en el mar o lo han hecho en el pasado (buceadores, hippies, fareros, policías, médicos, militares...). Para ello, el presentador debe recorrer un total de 3000 kilómetros por la costa (puertos, playas, acantilados e islas) de España a través de nueve comunidades autónomas: Cataluña, Islas Baleares, Comunidad Valenciana, Región de Murcia, Andalucía, Galicia, Principado de Asturias, Cantabria y el País Vasco. Todo ello lo hace a bordo un kayak trimarán denominado "Invencible".
Sin embargo, no hay únicamente personas en Capitán Q, ya que también se acerca a la fauna marina para descubrir algunas de las especies que viven en las aguas de alrededor de la península. Incluso los problemas sociales relacionados con el mar también tienen su cabida en el programa (llegada de pateras que llegan a España por las aguas del Estrecho de Gibraltar, el narcotráfico que llega a través del mar...).

## Audiencia
| Temporada | Temporada | Episodios | Estreno             | Final                   | Audiencia media | Audiencia media | Audiencia media |
| Temporada | Temporada | Episodios | Estreno             | Final                   | Espectadores    | Cuota           |                 |
| --------- | --------- | --------- | ------------------- | ----------------------- | --------------- | --------------- | --------------- |
|           | 1         | 8         | 15 de julio de 2014 | 9 de septiembre de 2014 | 787 000         | 7,0%            |                 |

## Episodios

### Temporada 1 (2014)
| Programa | Título del programa                     | Fecha de emisión        | Espectadores | Cuota |
| -------- | --------------------------------------- | ----------------------- | ------------ | ----- |
| 1        | Cadaqués - L'Ametlla de Mar             | 15 de julio de 2014     | 1 007 000    | 7,2%  |
| 2        | San Carles de la Ràpita - Beniarrés     | 22 de julio de 2014     | 1 024 000    | 7,6%  |
| 3        | Jávea - Isla del Moro                   | 29 de julio de 2014     | 1 061 000    | 7,9%  |
| 4        | Isla de Alborán - Estrecho de Gibraltar | 5 de agosto de 2014     | 985 000      | 7,7%  |
| 5        | Algeciras - Cádiz                       | 12 de agosto de 2014    | 929 000      | 9,3%  |
| 6        | Islas Cíes - Cabo Finisterre            | 26 de agosto de 2014    | 880 000      | 7,4%  |
| 7        | Candás - San Vicente de la Barquera     | 2 de septiembre de 2014 | 213 000      | 3,9%  |
| 8        | Bilbao - Santander                      | 9 de septiembre de 2014 | 198 000      | 4,6%  |